# Castillo de Almorchón
El castillo de Almorchón es una fortaleza del siglo XV y situada en la pedanía de Almorchón, perteneciente a localidad de Cabeza del Buey, en Badajoz (España). Está edificado sobre un cerro rocoso de difícil acceso que evidencia su importancia estratégica, desde el que se pueden observar las tierras situadas a varios kilómetros a la redonda.

## Historia
El topónimo del castillo indica su origen musulmán, aunque la edificación que se ha conservado hasta nuestros días es de construcción cristiana. Tras la reconquista de la comarca de La Serena el emplazamiento fue entregado por Fernando III de Castilla y León a la Orden del Temple el 16 de diciembre de 1236, integrándose así en la encomienda de la Capilla. Mantuvo su posesión hasta la supresión de la orden, y fue entregada por Fernando IV de Castilla y León a la Orden de Alcántara a principios del siglo XIV, que lo reconstruyeron al completo, al igual que el Castillo de Capilla.
El castillo fue reconstruido o rehecho sobre la base del antiguo castillo musulmán a mediados del siglo XV, tal y como indica el escudo nobiliario perteneciente a la familia Rol-Zúñiga, ya que Alonso Rol gobernaba la Encomienda en aquella época. Se continuaron realizando obras de mantenimiento en el castillo hasta finales del siglo XVI, quedando abandonado a mediados del XVII. Fue entonces cuando se inició el proceso de degradación que ha llevado a la fortaleza a su estado actual de ruina.

## Características
El castillo conserva su torre del homenaje y una torre defensiva de forma cilíndrica. Antes de su declive la fortaleza contaba, además de con las dos torres ya citadas, con una capilla, unos aposentos, un aljibe y dos recintos amurallados concéntricos destinados a garantizar la seguridad de sus moradores.
La torre del homenaje tiene planta pentagonal y está construida, al igual que la torre defensiva, con mampostería. Los remates de las esquinas y los vanos de los muros están ejecutados con ladrillo, al igual que las saeteras situadas en la planta baja. La torre estaba dividida en tres plantas, estando cubiertas con forjados de madera las dos primeras y con una bóveda de piedra la tercera. Se conserva un aljibe en sus sótanos, donde se almacenaba el agua necesaria para poder vivir en el castillo.
La torre defensiva se encuentra parcialmente destruida y presenta un anillo realizado con ladrillo en el extremo superior. Es similar en todos estos aspectos constructivos al Castillo de Capilla.

## Conservación
En la actualidad se conservan algunas ruinas.